# 宏海控股集團
宏海控股集團有限公司，簡稱宏海控股集團（英語：Unitas Holdings Limited，港交所：8020），在1999年由當時由Harefield Limited及Fernside Limited，當時名為「中榮融資有限公司」，以及「邦盟滙駿融資有限公司」，當時由黃錦華（前主席）主理，現時由主席何超蕸主理。
前身為「川盟金融集團有限公司」。
現時業務在香港和中國內地經營向香港及中國的上市及非上市公司提供企業財務顧問服務，該股份在2011年10月12日於香港交易所創業板上市，招股價為0.3港元，發行股份為200,000,000股，集資額為60,000,000港元。
總部位於香港九龍尖沙咀麼地道66號尖沙咀中心西翼8樓801B室。
「賭王」女兒何超蕸持股25.95%權益

## 連結
- Unitas.com.HK （页面存档备份，存于）